# Komunistična univerza narodnih manjšin zahoda
Komunistična univerza narodnih manjšin zahoda (rusko Коммунистический Университет Национальных Меньшинств Запада (Кунмз); kratica KUNMZ) je bila univerza, ki je vzgajala vodilni komunistični kader; delovala je v Moskvi.

## Zgodovina
KUNMZ je bila ustanovljena 28. novembra 1921 na ukaz Sveta ljudskih komisarjev ZSSR z namenom vzgoje komunistov iz zahodnih delov Ruske federacije oziroma (od 1922) Sovjetske zveze in Volgaških/Povolških Nemcev. Leta 1929 je univerza pričela sprejemati tudi študente iz Srednje Evrope, Skandinacije, Balkanskega polotoka in Italije. V Leningradu je bil nastanjen Oddelek za Fince in Estonce.
Razpuščena je bila 8. maja 1936.

## Predavatelji
- Josip Broz Tito
- Ante Ciliga
- Peder Furubotn
- Arvid Hansen
- Edvard Kardelj
- Jovan Mališić
- Yrjö Sirola
- Heinrich Vogeler (umetnost)

## Študentje
- Ernst Illi
- Petko Miletić